# Ptilophora
Ptilophora — рід метеликів родини Зубницеві (Notodontidae). Рід включає сім видів:
- Ptilophora ala (Schintlmeister and Fang, 2001)
- Ptilophora horieaurea Kishida and Kobayashi, 2002
- Ptilophora jezoensis (Matsumura, 1920)
- Ptilophora nanlingensis Chen L et al., 2010
- Ptilophora nohirae Matsumura, 1920
- Ptilophora plumigera (Denis & Schiffermüller, 1775)
- Ptilophora rufula Kobayashi, 1994

## Ресурси Інтернету
- Ptilophora at funet [Архівовано 24 жовтня 2012 у Wayback Machine.]

| Ентомологія | Це незавершена стаття з ентомології. Ви можете допомогти проєкту, виправивши або дописавши її. |